# Miopatia nemalínica

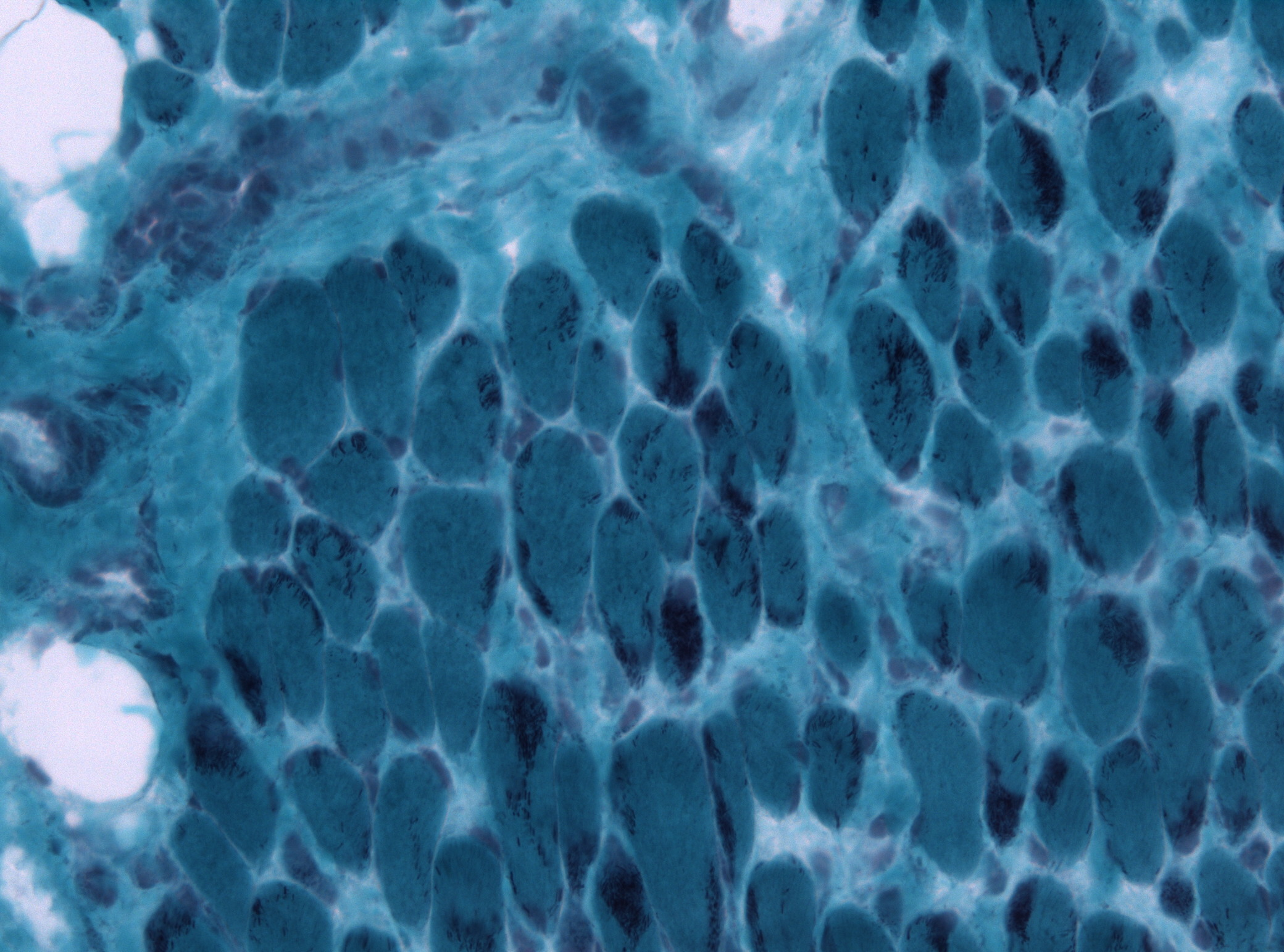
Miopatia nemalínica congénita com vários bastões de nemalina em fibras musculares (coloração tricrómica).Congenital nemaline myopathy with numerous nemaline rods in muscle fibers (Trichrome stain)

Miopatia nemalínica (também conhecida como miopatia do bastão ou miopatia nemalínica do bastão) é um grupo de doenças neuromusculares hereditárias e congênitas que causa fraqueza muscular, geralmente não-progressiva, de gravidade variável. “Miopatia” significa “doença muscular” e uma biópsia do músculo de uma pessoa com miopatia nemalínica mostra bastões lineares anormais, chamados corpos, nas células musculares. Pessoas com miopatia nemalínica (MN) normalmente experimentam desenvolvimento motor atrasado e fraqueza nos músculos dos braços, pernas, tronco, pescoço e rosto. A doença é freqüentemente categorizada como suave (mais comum), moderada, grave ou severa e tardia (esta é a que se manifesta no início da vida adulta). Estas distinções, no entanto, são muitas vezes imprecisas, pois é freqüente a sobreposição destas categorias. Problemas respiratórios são o principal motivo de preocupação para todos os portadores de MN; em casos graves, esses problemas podem ameaçar a vida. Muitos indivíduos, porém, sobrevivem e levam uma vida ativa.

## Qualificação Genética
A miopatia nemalínica é uma doença clínica e geneticamente heterogênea. Ocorre tanto sob a forma autossômica recessiva quanto autossômica dominante. São encontradas mutações genéticas, responsáveis pela doença, nos seguintes genes: alfa-actina, nebulina, tropomiosina-2 e tropomiosina-3 e troponina T. As capacidades físicas de um portador de NM não estão bem relacionadas com o genótipo ou com a patologia muscular observada em biópsia.

## História
A “Miopatia do Bastão” foi identificada pela primeira vez pelo Dr. Douglas Reye, médico australiano, em 1958. Entretanto, os resultados de Reye nunca foram publicados, pois outro médico acreditava que as ‘hastes’ encontradas no tecido muscular eram uma falha da biópsia. Quarenta anos mais tarde, confirmou-se que o paciente estudado pelo Dr Reye é portador de MN. Desde então o trabalho de Reye passou a ser reconhecido como pioneiro. 
A MN recebeu este nome num tratado publicado em 1963 pelos pesquisadores norte-americanos Cohen e Shy. Hoje há laboratórios de pesquisa da doença em Boston (EUA), na Finlândia e na Austrália.

## Efeitos e Características Físicas
A principal expressão da MN é a fraqueza nos músculos proximais, principalmente os músculos respiratórios (do tronco e do pescoço). Pessoas com MN severa são, obviamente, afetadas desde o nascimento, enquanto aquelas com casos moderados ou suaves podem, a princípio, parecer saudáveis. Bebês com MN freqüentemente chamam a atenção por serem “frouxos” e hipotônicos. Crianças com MN normalmente ganham alguma força quando crescem, mas os efeitos da fraqueza muscular na formação do corpo tornam-se mais evidentes com o passar do tempo. Adultos com MN apresentam um físico delgado bastante característico. 

## Mobilidade e Ortopedia
Muitas crianças com MN suave podem andar independentemente, apesar de só começarem a andar com atraso em relação às demais crianças. Algumas usam cadeiras-de-rodas ou outros dispositivos para se locomover. Indivíduos com MN severa geralmente têm movimentos limitados e usam cadeiras-de-rodas em tempo integral.
Devido à fraqueza nos músculos do tronco, pessoas com MN são mais propensas a desenvolver escoliose, o que normalmente começa na infância e piora durante a puberdade. Muitos indivíduos com MN submetem-se à cirurgia de fusão espinal para fortalecer e estabilizar suas costas. A osteoporose também é mais comum entre portadores de MN.  

## Respiração
A atenção dada a problemas respiratórios é de suma importância para a saúde de todos os portadores de MN. Bebês com MN severa experimentam aflição respiratória durante ou logo após o nascimento. Destes, muitos passam pela ventilação traqueostômica para auxiliar a respiração e ajudá-los a desenvolver boa saúde. Apesar disso, o comprometimento respiratório pode não ser tão aparente nas pessoas com MN suave ou moderada, embora ele sempre tenha alguma extensão. Como em muitas doenças neuromusculares, a hipoventilação pode começar internamente e causar sérios problemas se não for tratada com o uso de dispositivos mecânicos não-invasivos para auxiliar a respiração, especialmente à noite. 

## Comunicação e alimentação
A fraqueza dos músculos bulbares (pescoço) é uma das principais características da miopatia nemalínica. Muitos indivíduos com MN severa são incapazes de receber e engolir suas refeições. A maioria das pessoas com MN suave ou intermediária tomam algumas ou todas as refeições oralmente. Problemas na musculatura bulbar podem também levar a dificuldades de comunicação. Pessoas com MN normalmente têm uma fala hipernasal como resultado do reduzido fechamento da porta velofaringeal (entre o palato mole e a parte de trás da garganta). Habilidades comunicativas podem ser desenvolvidas através de terapia da fala (fonoaudiologia), próteses orais, cirurgia e comunicação assistida (gestual, corporal, linguagem de sinais ou escrita). Portadores de MN geralmente apresentam grande inteligência e alta sociabilidade — ou têm um grande desejo de se comunicar.

## Comunidade Nemalínica
Em 1999 foi lançada a primeira página da web não-médica sobre o assunto [1]; em outubro de 2004 foi realizada em Toronto, Canadá, a primeira Convenção Miopatia Nemalínica. Uma segunda convenção está prevista para o fim do primeiro semestre de 2007 em Edimburgo, Escócia. Em Março de 2006, Niki Shisler lançou um livro, Fragile (Frágil, sem tradução em português), no qual ela relata suas experiências com o nascimento de filhos gêmeos com MN severa.  
Em 2017, Lilia Monteiro lançou o livro Diários de um baby (traduzido em inglês e português), dando voz ao neto nos três primeiros meses de vida dele. O livro narra sua experiência e de seus pais na UTI Neonatal, até descobrirem que ele tinha MN severa. Em 2020, durante o período pandêmico, a mesma autora escreveu Os Diários de Luke Wygand, uma continuação da história de superação.  

## Ligações Externas
- https://web.archive.org/web/20080509121330/http://www.davidmcd.btinternet.co.uk/ [1]
- https://web.archive.org/web/20070317221801/http://genoma.ib.usp.br/estud_miopatias_congenitas.php